# Трамвай Хакодате
Трамвай Хакодате (яп. 函館市電 Хакодате сидэн) — система трамвайного движения в городе Хакодате в Японии.

## История
Когда-то на шести линиях работало двенадцать трасс общей протяженностью 17,9 км. Однако снижение количества пассажиров привело к закрытию частей сети в 1978, 1992 и 1993 годах. Нынешняя сеть состоит из двух маршрутов, работающих на четырех линиях общей протяженностью 10,9 км.